# Devarahosakoppa, Sorab
Devarahosakoppa là một làng thuộc tehsil Sorab, huyện Shimoga, bang Karnataka, Ấn Độ.